# Arthur C. Clarke
Sir Arthur Charles Clarke, més conegut com a Arthur C. Clarke (Minehead, Anglaterra, 16 de desembre de 1917 - Colombo, Sri Lanka, 19 de març de 2008), fou un escriptor i científic anglès.
Fou autor d'obres de divulgació científica i de contes i novel·les de ciència-ficció, entre les quals trobem traduïdes al català La fi de la infantesa (1953), 2001, una odissea a l'espai (novel·la)|2001, una odissea a l'espai (1968) i Encontre amb Rama (1972). Fou també coguionista de la pel·lícula de Stanley Kubrick del 1968 2001, una odissea a l'espai. És considerat un dels millors escriptors de ciència-ficció, juntament amb H. G. Wells, Philip K. Dick, Robert A. Heinlein i Isaac Asimov.
Clarke va ser un escriptor de ciència-ficció, divulgador dels viatges espacials i un futurista d'una habilitat distingida. Va escriure molts llibres i assaigs per a revistes populars. El 1961 va rebre el Premi Kalinga, un premi de la UNESCO per la divulgació de la ciència. Els escrits de ciència i ciència-ficció de Clarke li van valer el sobrenom de "Profeta de l'Era Espacial". En particular, els seus escrits de ciència-ficció li van valer diversos premis Hugo i Nebula, que juntament amb un gran nombre de lectors, el van convertir en una de les figures més importants del gènere. El seu relat The Star, publicat el 1955 a la revista Infinity, va guanyar el Premi Hugo al millor relat curt un any després.
Clarke va emigrar a Ceilan (actualment Sri Lanka) el 1956, per dedicar-se al submarinisme. Aquell any, va descobrir les ruïnes submarines de l'antic temple original de Koneswaram a Trincomalee. Clarke va augmentar la seva popularitat a la dècada del 1980, com a presentador de programes de televisió, com El món misteriós d'Arthur C. Clarke (Arthur C. Clarke's Mysterious World). Va viure a Sri Lanka fins a la seva mort.
Clarke va ser nomenat Comandant de l'Orde de l'Imperi Britànic (CBE) el 1989 "per serveis als interessos culturals britànics a Sri Lanka". Va ser nomenat cavaller l'any 1998 i va rebre el més alt honor civil de Sri Lanka, Sri Lankabhimanya, el 2005.

## Biografia

### Primers anys
Clarke va néixer a Minehead, Somerset, Anglaterra, i va créixer als propers Bishops Lydeard. De nen, vivia en una granja, on gaudia mirant estels, recol·lecció de fòssils i llegint revistes de ciència-ficció nord-americanes. Va rebre la seva educació secundària a l'escola Huish de Taunton. Algunes de les seves primeres influències van incloure les cartes de cigarrets de dinosaure, que va provocar un entusiasme pels fòssils a partir de 1925. Clarke va atribuir el seu interès en la ciència-ficció a la lectura de tres articles: el número de novembre de 1928 d'Amazing Stories el 1929; Last and First Men d'Olaf Stapledon el 1930; i The Conquest of Space de David Lasser el 1931.
En la seva adolescència, es va unir a l'Associació Astronòmica Júnior i va contribuir a Urania, la revista de la societat, que va ser editada a Glasgow per Marion Eadie. A petició de Clarke, va afegir una secció d'"Astròutica", que presentava una sèrie d'articles escrits per ell sobre naus espacials i viatges espacials. Clarke també va contribuir amb peces a "Debates and Discussions Corner", un contrapunt a un article d'Urania que oferia el cas contra els viatges espacials, i també les seves rememoracions de la pel·lícula de Walt Disney Fantasia. Es va traslladar a Londres el 1936 i es va unir a la Junta d'Educació com a auditor de pensions. Ell i alguns companys escriptors de ciència-ficció van compartir un pis a Gray's Inn Road, on va rebre el sobrenom d'"Ego" a causa de la seva absorció en temes que l'interessaven, i més tard va nomenar la seva oficina plena de records com la seva "cambra d'ego".

### Segona Guerra Mundial
Durant la Segona Guerra Mundial, entre 1941 i 1946, va servir a la Royal Air Force com a especialista en radars i participà en el sistema de defensa de radars d'alerta primerenca, que contribuí a l'èxit de la RAF durant la batalla d'Anglaterra. Clarke va passar la major part del seu servei de guerra treballant en radar d'aproximació controlada a terra (GCA), com es documenta en la semiautobiogràfica Glide Path, la seva única novel·la de no-ficció. Encara que la GCA no va veure gaire ús pràctic durant la guerra, després de diversos anys de desenvolupament va resultar vital per al pont aeri de Berlín de 1948-1949. Clarke va servir inicialment a les files i va ser instructor corporal en el radar de la 2a Radio School, RAF Yatesbury a Wiltshire. Va ser nomenat oficial de pilot (branca tècnica) el 27 de maig de 1943. Va ser ascendit a oficial de vol el 27 de novembre de 1943. Va ser nomenat instructor en cap de la RAF Honiley a Warwickshire i va ser desmobilitzat amb el rang de tinent de vol.

### Després de la guerra
Després de la guerra, va obtenir un títol de primera classe en matemàtiques i física al King's College de Londres. Després d'això, va treballar com a editor assistent a Physics Abstracts. Clarke va ser president de la British Interplanetary Society de 1946 a 1947 i de 1951 a 1953.
Tot i que no va ser l'autor del concepte de satèl·lits geoestacionaris, una de les seves contribucions més importants en aquest camp va ser la seva idea que serien relés de telecomunicacions ideals. Va avançar aquesta idea en un document que circulava en privat entre els membres tècnics principals de la British Interplanetary Society el 1945. El concepte es va publicar a Wireless World l'octubre d'aquell any. Clarke també va escriure una sèrie de llibres de no-ficció que descriuen els detalls tècnics i les implicacions socials dels coets i els vols espacials. El més notable d'aquests pot ser Interplanetary Flight: An Introduction to Astronautics (1950), The Exploration of Space (1951), i The Promise of Space (1968). En reconeixement d'aquestes contribucions, l'òrbita geoestacionària a 36.000 quilòmetres per sobre de l'equador és reconeguda oficialment per la Unió Astronòmica Internacional com l'òrbita Clarke.
El seu llibre de 1951, The Exploration of Space, va ser utilitzat pel pioner de coets Wernher von Braun per convèncer al president John F. Kennedy que era possible anar a la Lluna.
Després de l'estrena de 1968 de 2001, Clarke va ser molt demanat com a comentarista de ciència i tecnologia, especialment en el moment del programa espacial Apollo. El 20 de juliol de 1969, Clarke va aparèixer com a comentarista per a l'emissió de la CBS News de l'Aterrament lunar de l'Apollo 11.

### Sri Lanka i busseig
Clarke va viure a Sri Lanka des de 1956 fins a la seva mort el 2008, primer a Unawatuna a la costa sud, i després a Colombo. Inicialment, ell i el seu amic Mike Wilson van viatjar per Sri Lanka, bussejant en les aigües de coral al voltant de la costa amb el Beachcombers Club. El 1957, durant un viatge en picat a Trincomalee, Clarke va descobrir les ruïnes subterrànies d'un temple, que posteriorment va fer popular la regió entre els bussejadors. El va descriure en el seu llibre de 1957 The Reefs of Taprobane. Aquest va ser el seu segon llibre de busseig després de la publicació de The Coast of Coral el 1956. Tot i que Clarke vivia majoritàriament a Colombo, va establir una petita escola de busseig i una senzilla botiga de busseig prop de Trincomalee. Va anar a viure a Hikkaduwa, Trincomalee i Nilaveli.
El govern de Sri Lanka va oferir a Clarke l'estatus de convidat resident el 1975. Va ser tingut en tan alta estima que quan el seu company escriptor de ciència-ficció Robert A. Heinlein va anar a visitar-lo, la Força Aèria de Sri Lanka va proporcionar un helicòpter per portar-los per tot el país.
A principis dels anys 70, Clarke va signar un acord editorial de tres llibres, un rècord per a un escriptor de ciència-ficció en aquell moment. El primer dels tres va ser Rendezvous amb Rama el 1973, que va guanyar tots els premis de gènere principals i va generar seqüeles que juntament amb la sèrie de 2001 van formar la columna vertebral de la seva carrera posterior.

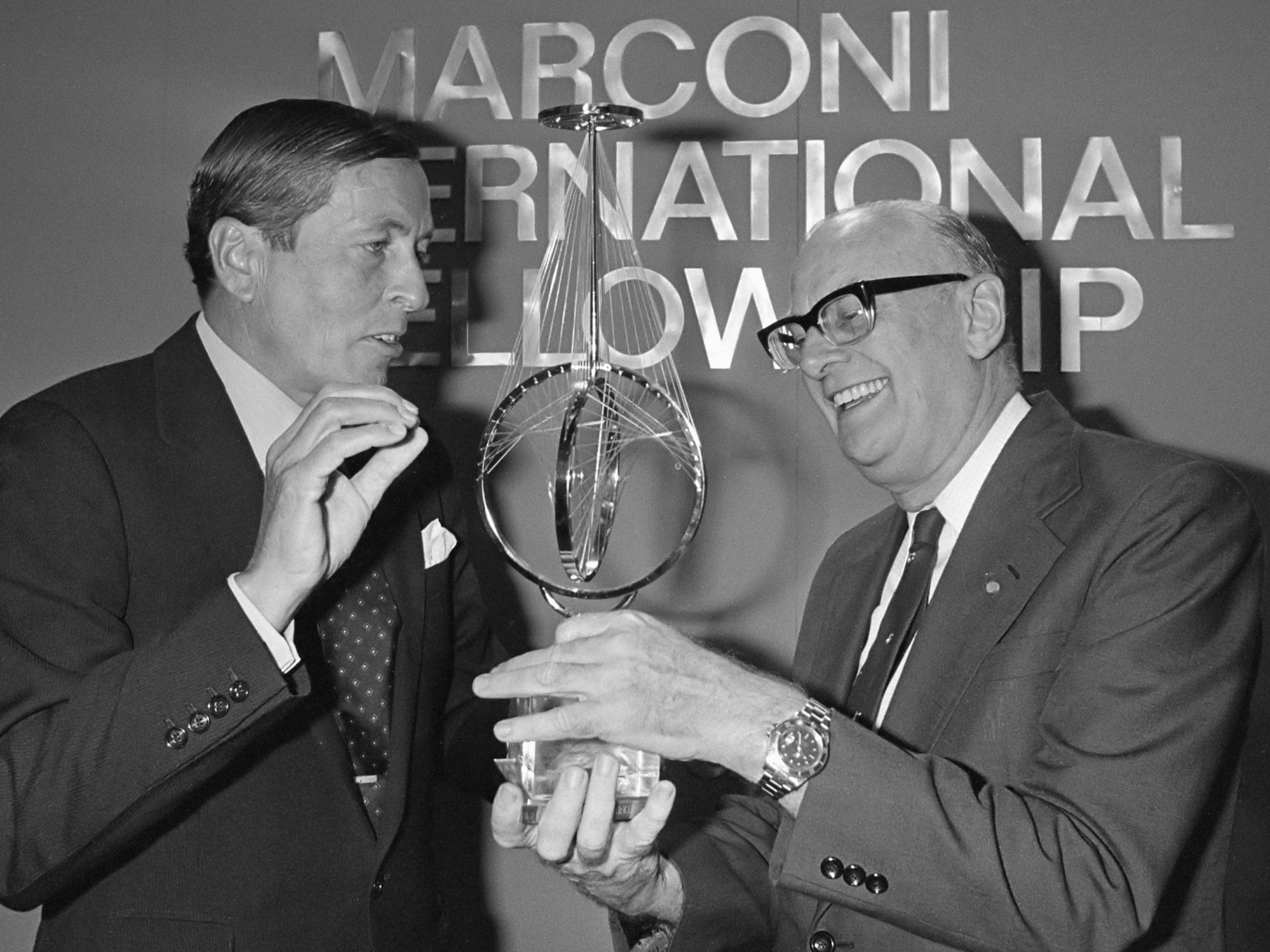
Clarke rep el Premi de la Beca Internacional Marconi del Príncep Claus dels Països Baixos el 1982

El 1986, Clarke va ser nomenat Gran Mestre pels Science Fiction Writers of America.
El 1988, se li va diagnosticar la Síndrome postpòlio, havent contret originalment la polio el 1962, i va necessitar fer servir una cadira de rodes la major part del temps després. Clarke va ser durant molts anys vice-patró de la British Polio Fellowship.
El 1989, Clarke va ser nomenat Comandant de l'Orde de l'Imperi Britànic (CBE) "pels serveis als interessos culturals britànics a Sri Lanka". El mateix any, es va convertir en el primer canceller de la Universitat Internacional de l'Espai, servint de 1989 a 2004. També va exercir com a canceller de la Universitat Moratuwa a Sri Lanka de 1979 a 2002.
El 1994, Clarke va aparèixer en una pel·lícula de ciència-ficció; es va retratar a si mateix a la pel·lícula Without Warning, una producció nord-americana sobre un escenari apocalíptic alienígena de primer contacte presentat en forma de telenotícies de luxe.
Clarke també va ser actiu en la promoció de la protecció dels goril·les i es va convertir en un patrocinador de l'Organització de Goril·les, que lluita per la preservació dels goril·les. Quan la mineria de tàntal per a la fabricació de telèfons mòbils va amenaçar els goril·les el 2001, va prestar la seva veu a la causa. La botiga de busseig que va instal·lar continua operant des de Trincomalee a través de la Fundació Arthur C Clarke.

## Publicacions
Selecció d'obres

### Novel·les
- Against the Fall of Night (1948, 1953)
- The Sands of Mars (1951)
- Childhood's End (1953) (versió en català: La fi de la infantesa)
- Earthlight (1955)
- The City and the Stars (1956)
- The Deep Range (1957)
- A Fall of Moondust (1961)
- Dolphin Island - A Story of the People of the Sea (1963)
- Glide Path (1963)
- 2001: A Space Odyssey (1968) (versió en català: 2001, una odissea espacial, 1991; 2001, una odissea a l'espai, 2000) (pel·lícula de Stanley Kubrick)
- Rendezvous with Rama (1972) (guanyador del Premi Nebula el 1973[38] i del Premi Hugo el 1974[39]) (versió en català: Encontre amb Rama)
- Imperial Earth (1976)
- The Fountains of Paradise (1979) (guanyador del Premi Hugo el 1979[40] i del Premi Nebula el 1980[41])
- 2010: Odyssey Two (1982)
- The Songs of Distant Earth (1986)
- 2061: Odyssey Three (1987)
- The Ghost from the Grand Banks (1990)
- The Hammer of God (1993)
- 3001: The Final Odyssey (1997) (versió en català: 3001, l'odissea final)
- Time's Eye (2003) (A Time Odyssey #1)
- Sunstorm (2005) (A Time Odyssey #2)
- Firstborn (2007) (A Time Odyssey #3)

### Històries curtes
- Expedition to Earth (1953)
- Reach for Tomorrow (1956)
- Tales from the White Hart (1957)
- The Other Side of the Sky (1958)
- Tales of Ten Worlds (1962)
- The Nine Billion Names of God (1967)
- The Wind from the Sun (1972)
- The Best Of Arthur C. Clarke 1937-1955 (1982)
- The Sentinel (1983)
- Tales From Planet Earth (2001)
- The Collected Stories of Arthur C. Clarke (2001)

### No-ficció
- Interplanetary Flight: an introduction to astronautics. Londres: Temple Press, ISBN 0-425-06448-4, 1950
- The Exploration of Space, Nova York: Harper & Brothers, 1951
- The Exploration of the Moon, amb R. A. Smith, Nova York: Harper Brothers, 1954
- The Coast of Coral (1955)
- Boy Beneath the Sea (1958) ISBN 0060212667
- Voice Across the Sea. Nova York: Harper, 1958
- Profiles of the Future: An Inquiry into the Limits of the Possible (1962)
- The Treasure of the Great Reef, with Mike Wilson. Nova York: Harper & Row, 1964
- Voices from the Sky: Previews of the Coming Space Age. Nova York: Harper & Row, 1965
- The Promise of Space (1968)
- The View From Serendip, Random House, ISBN 0-394-41796-8, 1977
- Astounding Days: A Science Fictional Autobiography. Londres: Gollancz, 1989
- How the World Was One: Beyond the Global Village, Bantam. ISBN 0-553-07440-7. 1992
- Greetings, Carbon-Based Bipeds!: Collected Essays, 1934–1998. Nova York: St. Martin's Press, i Londres: Voyager, 1999